# Scalea
Scalea je město v provincii Cosenza v regionu Kalábrii v jihozápadní Itálii.
Název města je odvozen od starověkého řeckého slova sκαλία, označujícího skromné přístaviště na skalnatém pobřeží, k němuž se sestupovalo po žebřících (žebřík je proto i ve znaku města). Podle jiného výkladu název vzešel od stupňovitého členění svahu nad mysem Capo Scalea, na kterém je postavena historická část města. Staré město se rozkládá na výšině v zachovalém souboru starobylých hradeb, zatímco pláž na jeho úpatí byla rozvinuta do moderního nákupního a rekreačního centra známého jako Scalea Marina. 
Vnitřní část Scaley je spletitým bludištěm schodišť, uliček, širokých ulic a náměstí, podpěrných trámů a oblouků. Jedním z charakteristických rysů historického centra jsou suppuorti: dřevěné balkóny postavené nad uličkami, které se zrodily z potřeby růstu v hustém omezeném prostoru, ale i z obranných důvodů.

## Historie
Scalea je známa jako jedno z prvních lidských sídel v jižní Itálii. Při vykopávkách v jeskyních pod Torre Talao byly objeveny neandrtálské kosti a kamenné nástroje z doby paleolitu. V okolním údolí Lao se nacházejí také doklady z protohistorického období, z doby bronzové i železné. (přibližně 10 000-7 000 let př. n. l.), v nichž se nacházejí komunity..
Přibližně v roce 600 př. n. l. založili Řečtí Sybarité podél vrchů nad řekou Lao město Laüs, aby usnadnili komunikaci se svou kolonií v Posidonii. Laüs je považován za předchůdce dnešní Scaley, stejně jako pozdější římská kolonie Lavinium. Zříceniny římských vil z císařské éry jsou rozesety po okolních rovinách a nížinách.
Dnešní město Scalea vzniklo někdy během byzantsko-lombardských válek. Koncem 7. století Scaleu obsadili Lombarďané a zůstala jejich kolonií až do dobytí Itálie Karlem Velikým v roce 800. Lombarďané postavili ve městě pevnost, dvě brány a mnoho okolních domů, které se vzájemně propojily a fungovaly jako hradby. Hlavní vojenská brána města se nacházela na vrcholu střeženém pevností Gastaldo, kterou později Normané přestavěli na hrad, další obydlí a náměstí Piazza Cimalonga.
V 8. století byla Scalea domovem anakoretů, řádu byzantských řeckých mnichů, kteří žili asketickým způsobem života v jeskyních Scalicella pod městem. Později se k nim připojili mniši, kteří uprchli na sever během muslimského dobytí Sicílie v 10. století.

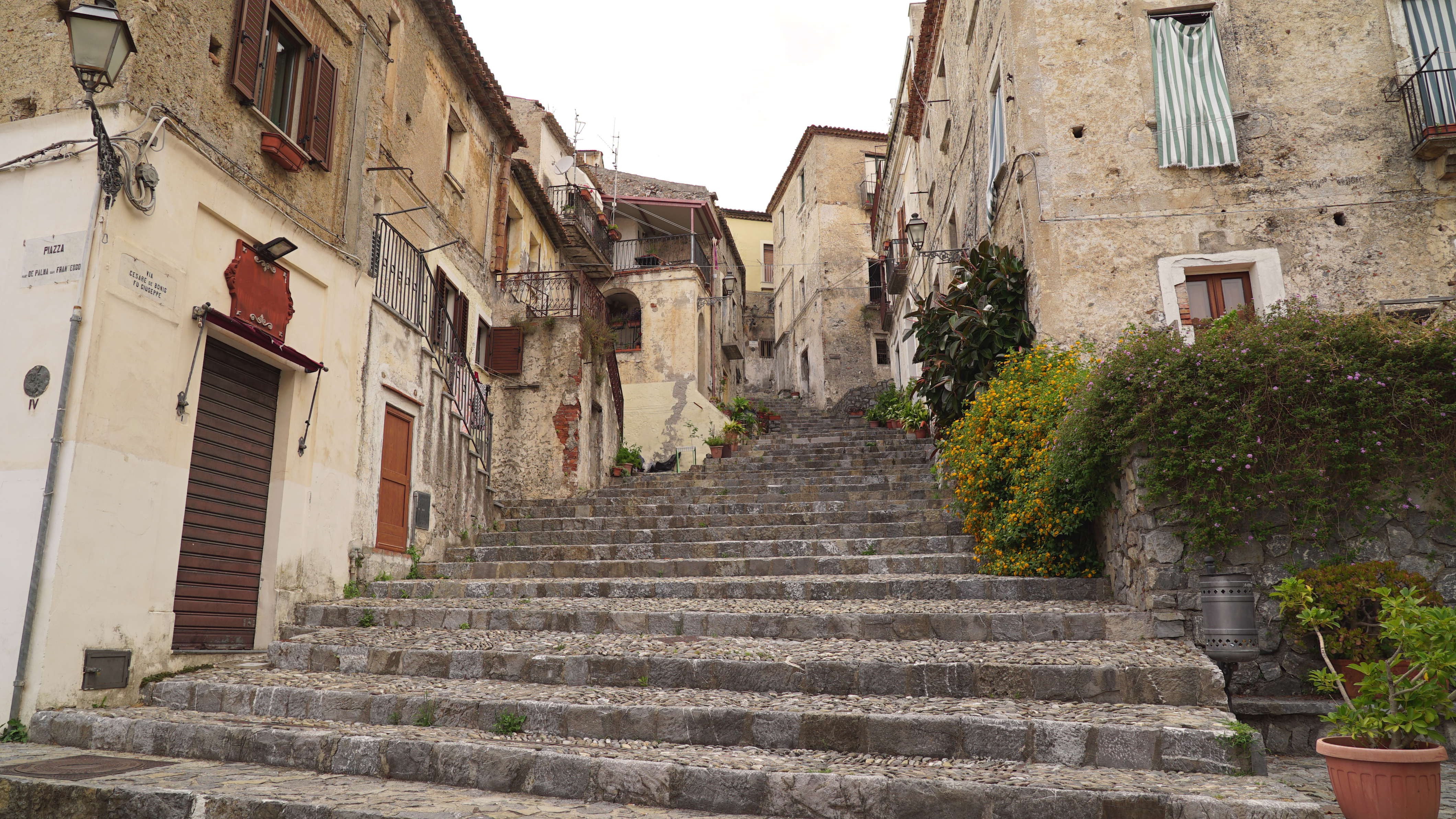
Schodiště starého města

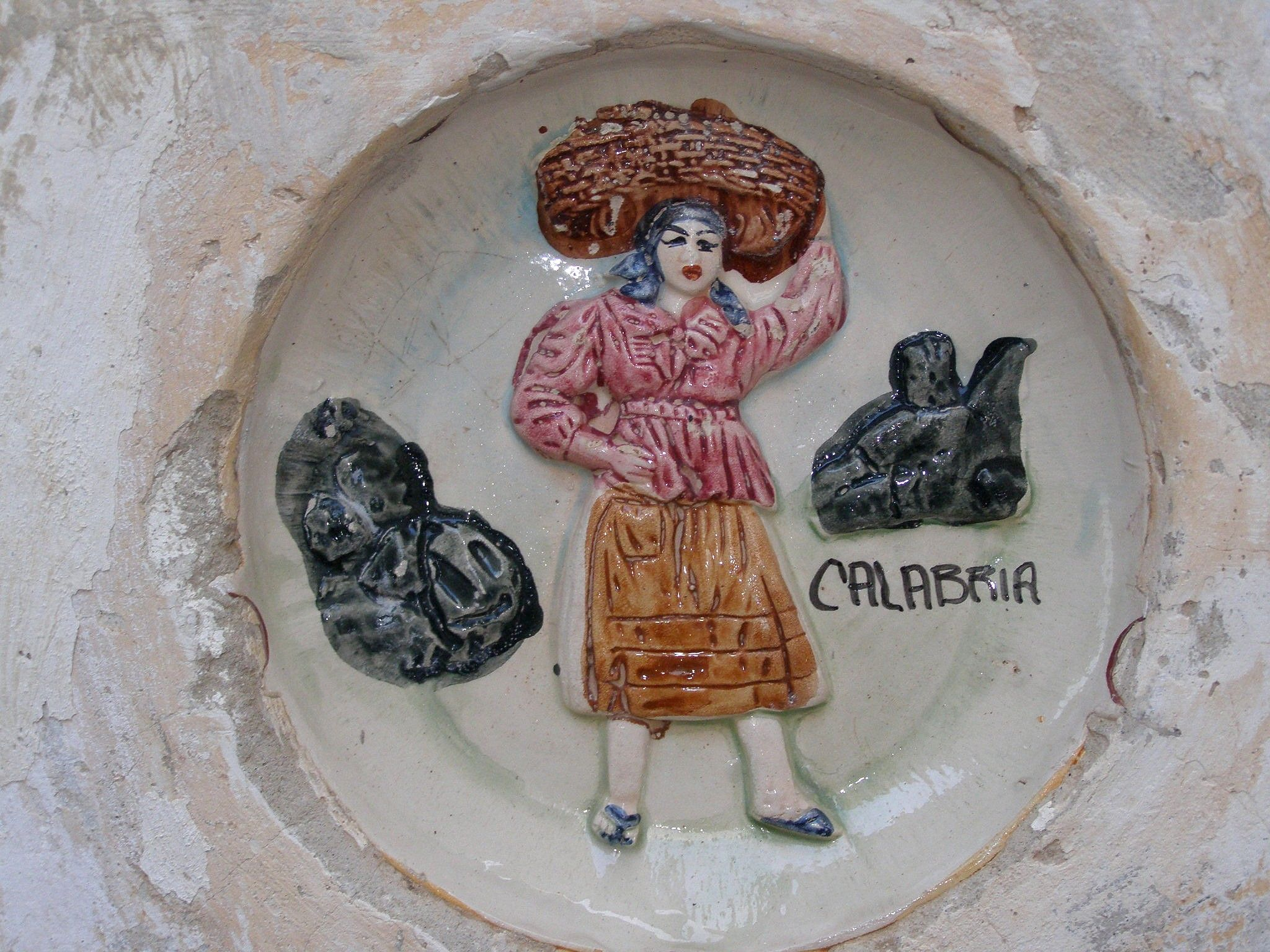
Keramická výzdoba na domě

Během normanské éry byla Scalea významným obchodním centrem; na počátku 15. století se stala jedním z nejdůležitějších námořních center Středomoří. Po povstání proti Angevinské říši ve 12. století byl přístav přeměněn na státní pozemky s výraznými daňovými úlevami, které značně usnadnily obchodní činnost. Scalejské námořnictvo této příležitosti využilo a stalo se jedním z nejproslulejších v Kalábrii s působností po všech hlavních přístavech Středomoří.
Během anglo-aragonského období se počet obyvatel Scaley zvýšil na více než 5000. Tento trend však nakonec zvrátily křížové výpravy a dýmějový mor a počet obyvatel města se snížil na polovinu, protože Scaleané hromadně utíkali z města do menších sídel na venkově.
V 17. století se Scaleané účastnili celokalábrijského povstání proti feudalismu.

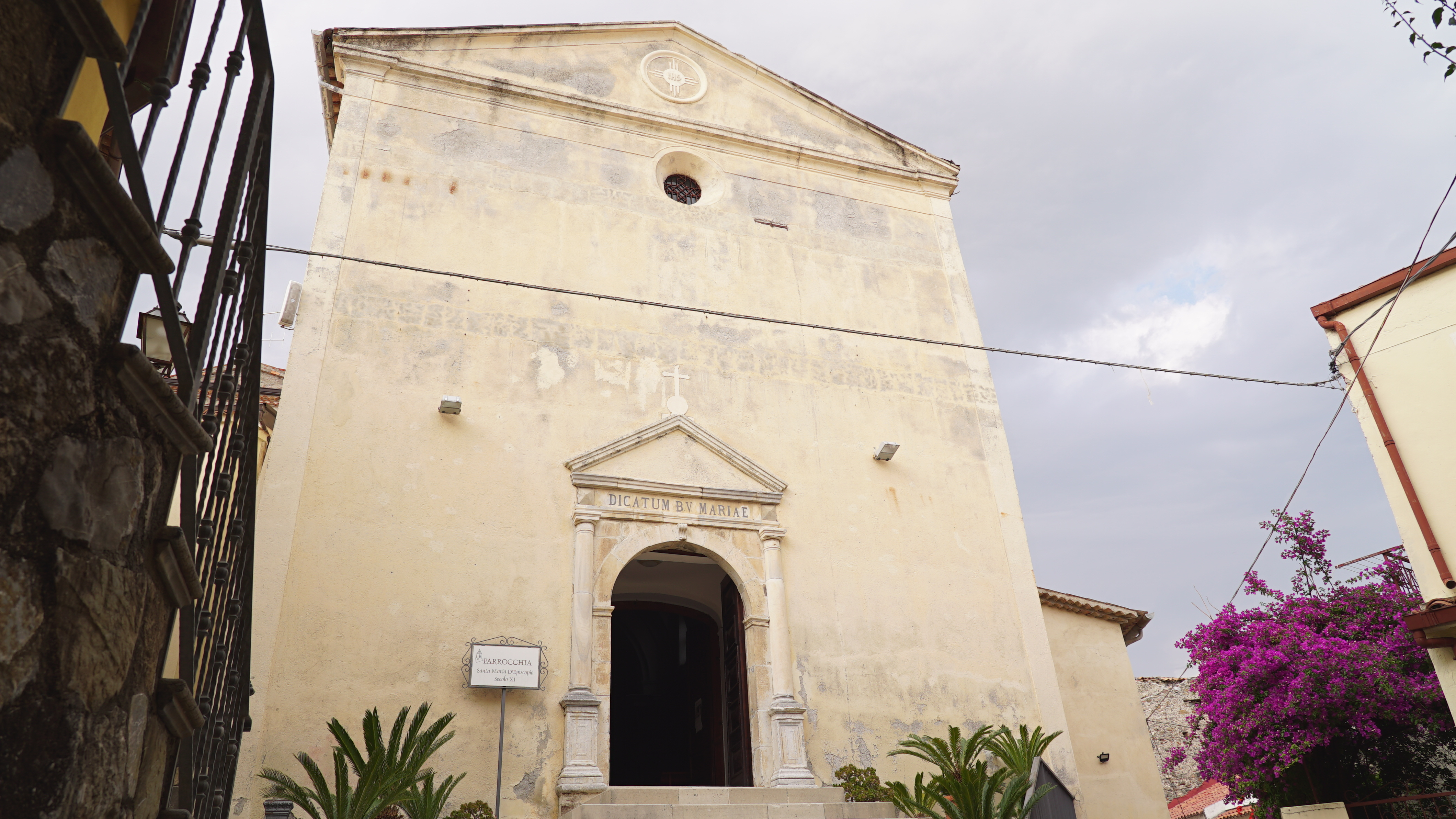
Kostel sv. Marie Episkopijské

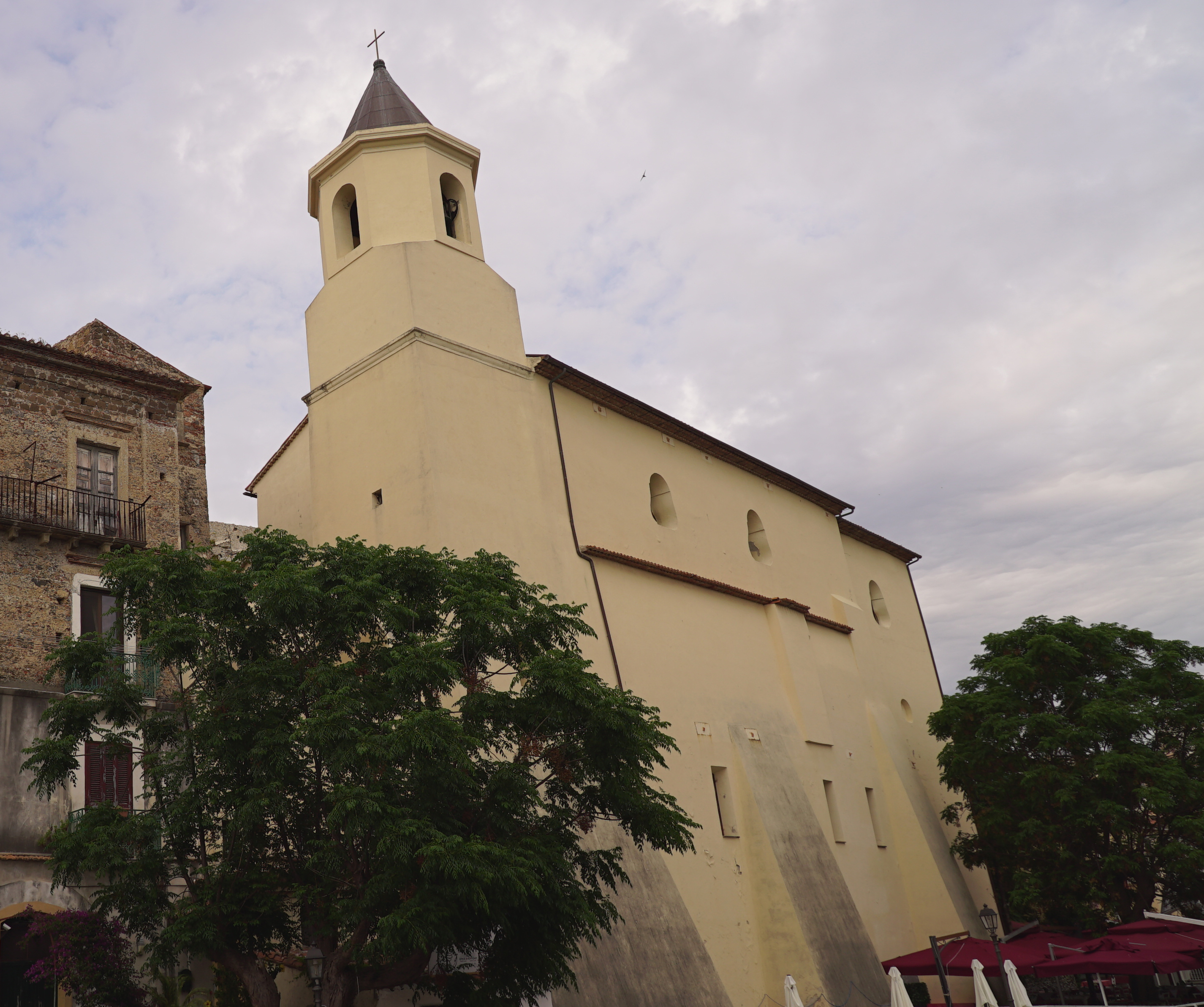
Kostel sv. Mikuláše z Platají

18. století bylo pro Scaleu jedním z nejtěžších; řada zemětřesení způsobila městu značné škody a vedla k propuknutí chudoby, nemocí a hladomoru. Část města se oddělila a vytvořila další město, dnes známé jako Santa Domenica Talao, a v 19. století zbyl ze Scalei pouhý zlomek.
Další zbývající část, San Nicola (dnes nezávislé město San Nicola Arcella), byla klíčová pro obnovu Scalei. Neapolský geograf Lorenzo Giustiniani poznamenal, že přístav San Nicola byl hlavním obchodním a výrobním centrem Neapolského království, přičemž Scalea těžila ze své polohy mezi San Nicolou a řekou Lao. Do přístavu se sjížděli obchodníci z celé Itálie a dokonce až z Anglie, aby si zde koupili rozličné místní zboží, jako je pšenice, fíky, hrozny, fazole, cibule, víno a kožešiny a maso králíků, lišek a vlků.

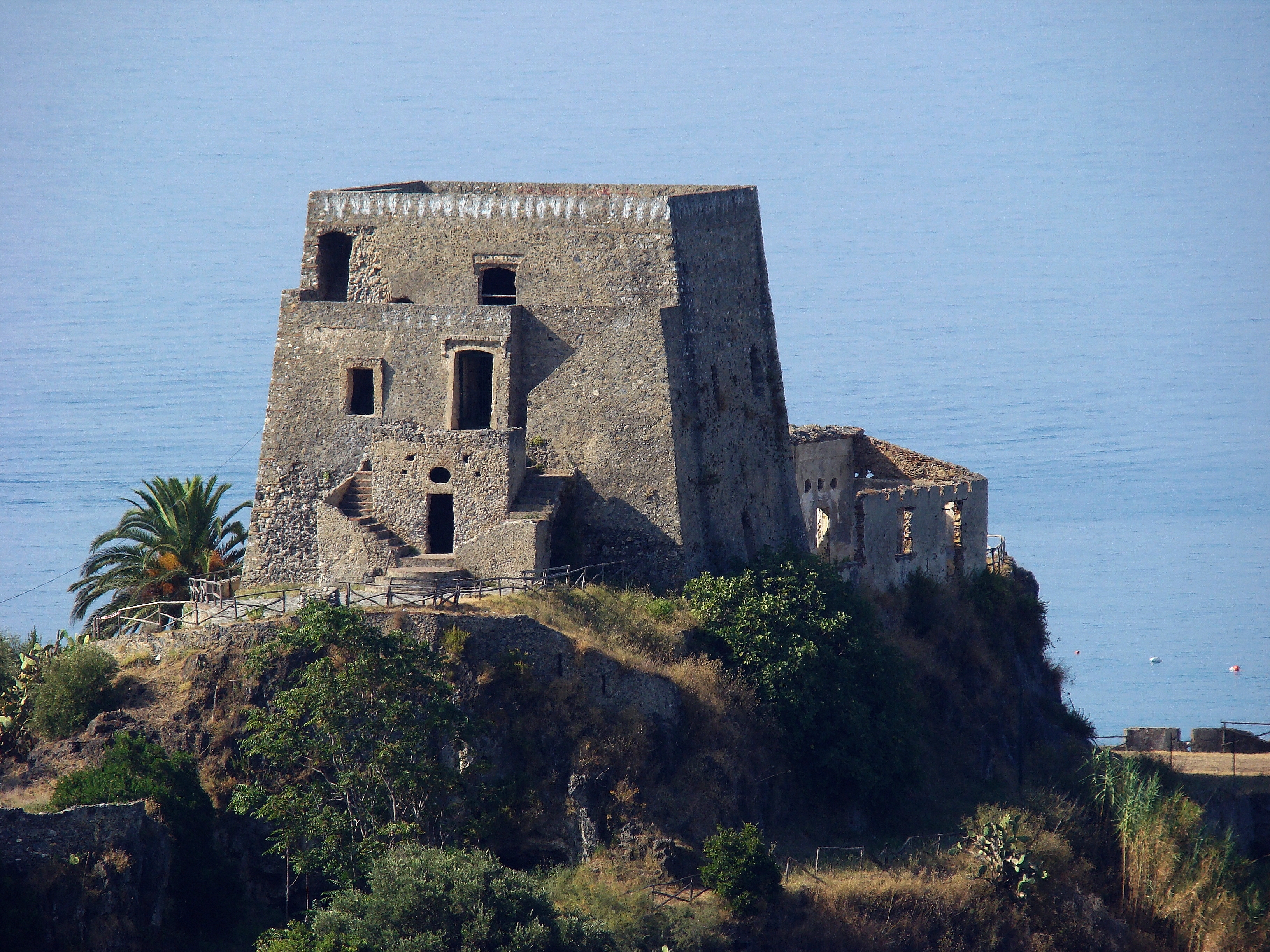
Torre Talao

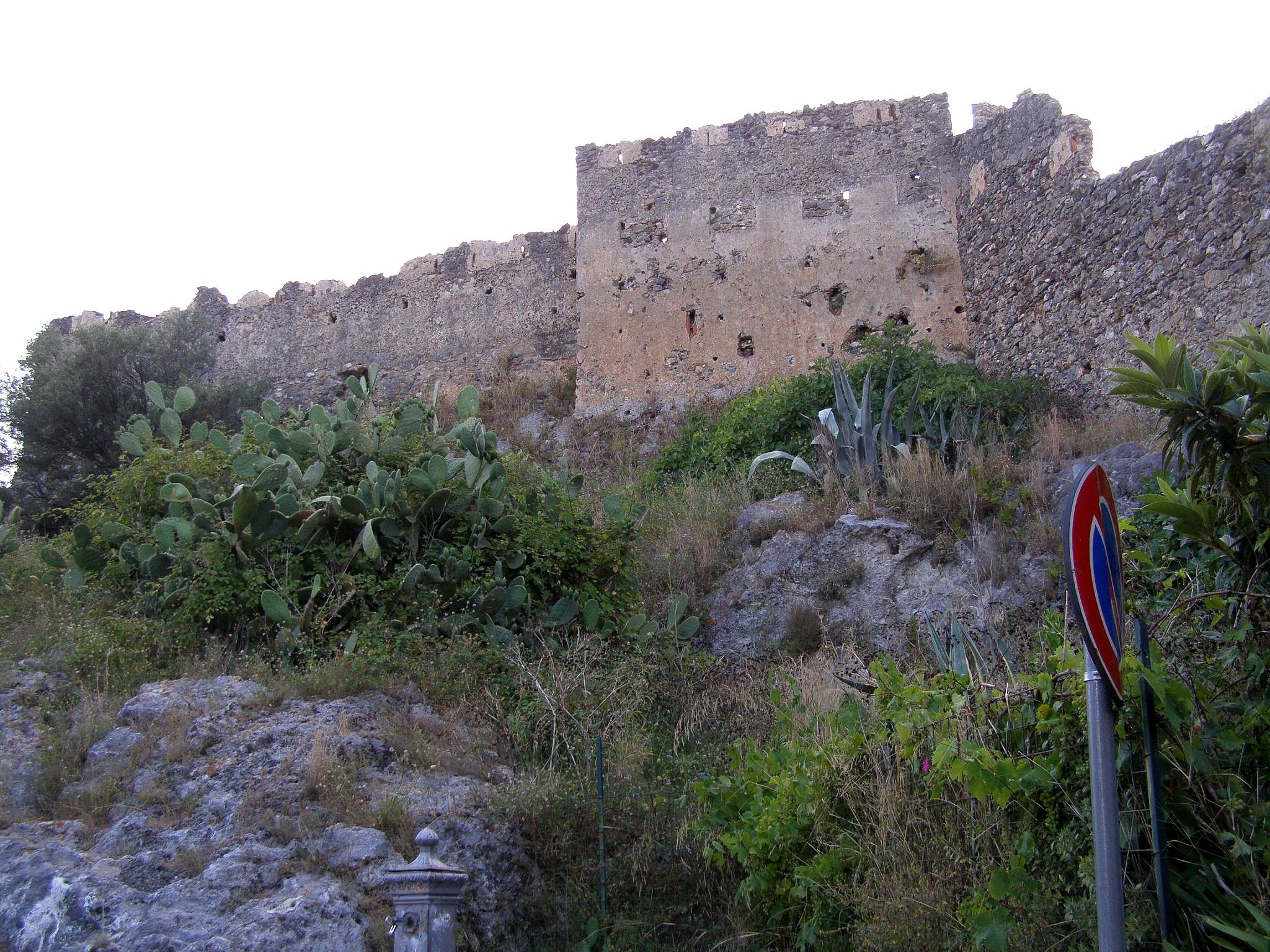
Zřícenina normanského hradu při pohledu od východu

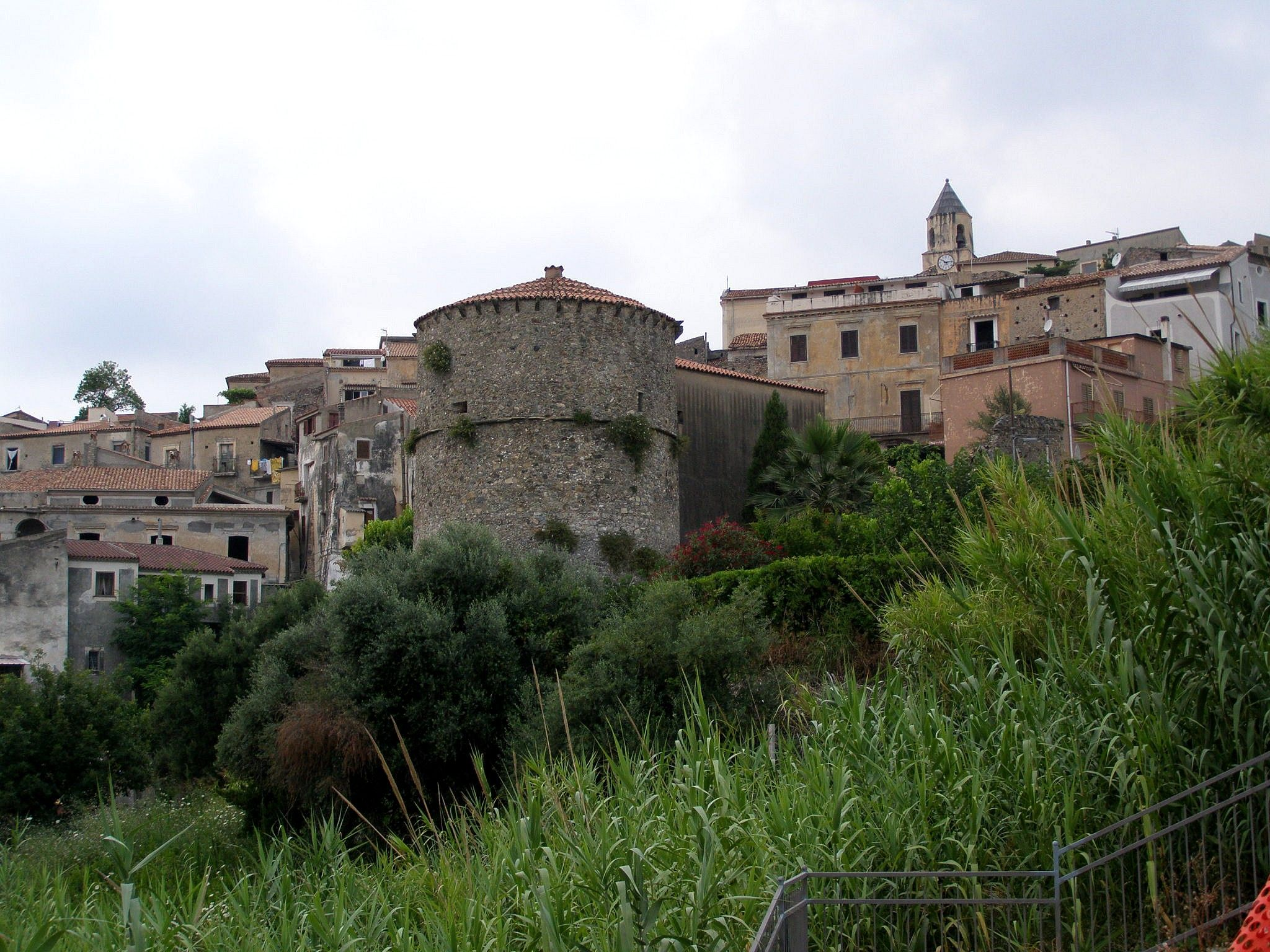
Torre Cimalonga

Během druhé světové války byla Scalea bombardována spojeneckými silami. Domy v historickém centru Scaley byly postupně opuštěny, když se v průběhu 60. let mnoho obyvatel přestěhovalo do nové zástavby jižně od Scaley. 
Období rozvoje pokračovalo až do 90. let, kdy se Scalea pustila do velkých projektů, které zahrnovaly výstavbu městského letiště, bazénu a moderního přístavu poblíž Torre Talao. Letiště však není dosud příliš využíváno, bazén byl zničen silným větrem rok od jeho výstavby, a přístav nebyl nikdy dokončen. Podezření na korupci zesílilo v roce 2013, kdy bylo zatčeno několik radních včetně starosty města.

## Hospodářství
V minulosti byly hlavním průmyslovým odvětvím Scalei zemědělství a rybolov, ale tato odvětví již téměř zanikla. Na pobřeží Scaley se kdysi pěstoval cedr, ale rozvoj výstavby v 70. letech 20. století vedl k prodeji a zrušení těchto pozemků.
Zemědělský sektor ve Scalei měl potíže se začleněním moderního zpracování potravin, marketingu a distribuce potravin. Obec se také potýkala s problémy při rozšiřování systému zavlažování plodin.
Dnes lze Scaleu socioekonomicky charakterizovat jako dotované město se spotřební ekonomikou, v němž čistý příliv vnějších finančních zdrojů převyšuje produktivitu města. Nedostatek příležitostí k růstu investic přispívá k nevysoké finanční stabilitě města, a k jeho spíše nahodilému procesu obnovy, který by se dal označit jako „modernizace bez rozvoje“.

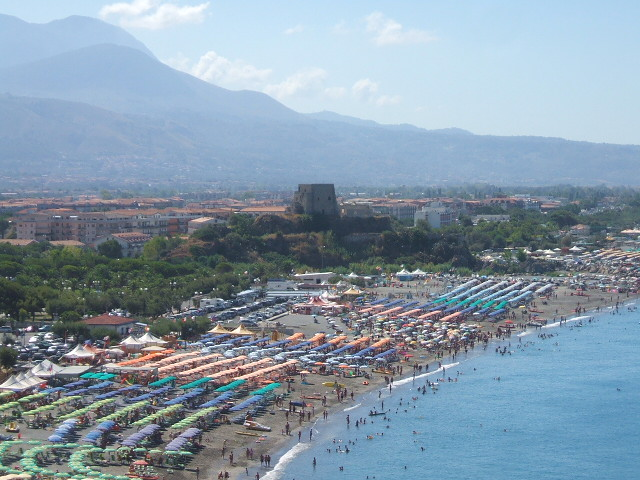
Scalejská riviéra

V některých odvětvích, jako je stavebnictví, se rozvinuly malé podniky, většina moderní ekonomiky Scaley se však točí kolem cestovního ruchu.

## Hlavní památky
- Torre Talao, obranná věž z 16. století, součást systému 337 pobřežních věží vybudovaných k odvrácení pirátských útoků
- Palác dei Principi (13. století)
- Normanský hrad (12. století)
- Kostel sv. Mikuláše z Platají (původně z 8. století, později obnoven)
- Torre Cimalonga, obranná věž z 15. století

## Vývoj počtu obyvatel
Počet obyvatel